# Júpiter (mitologia)

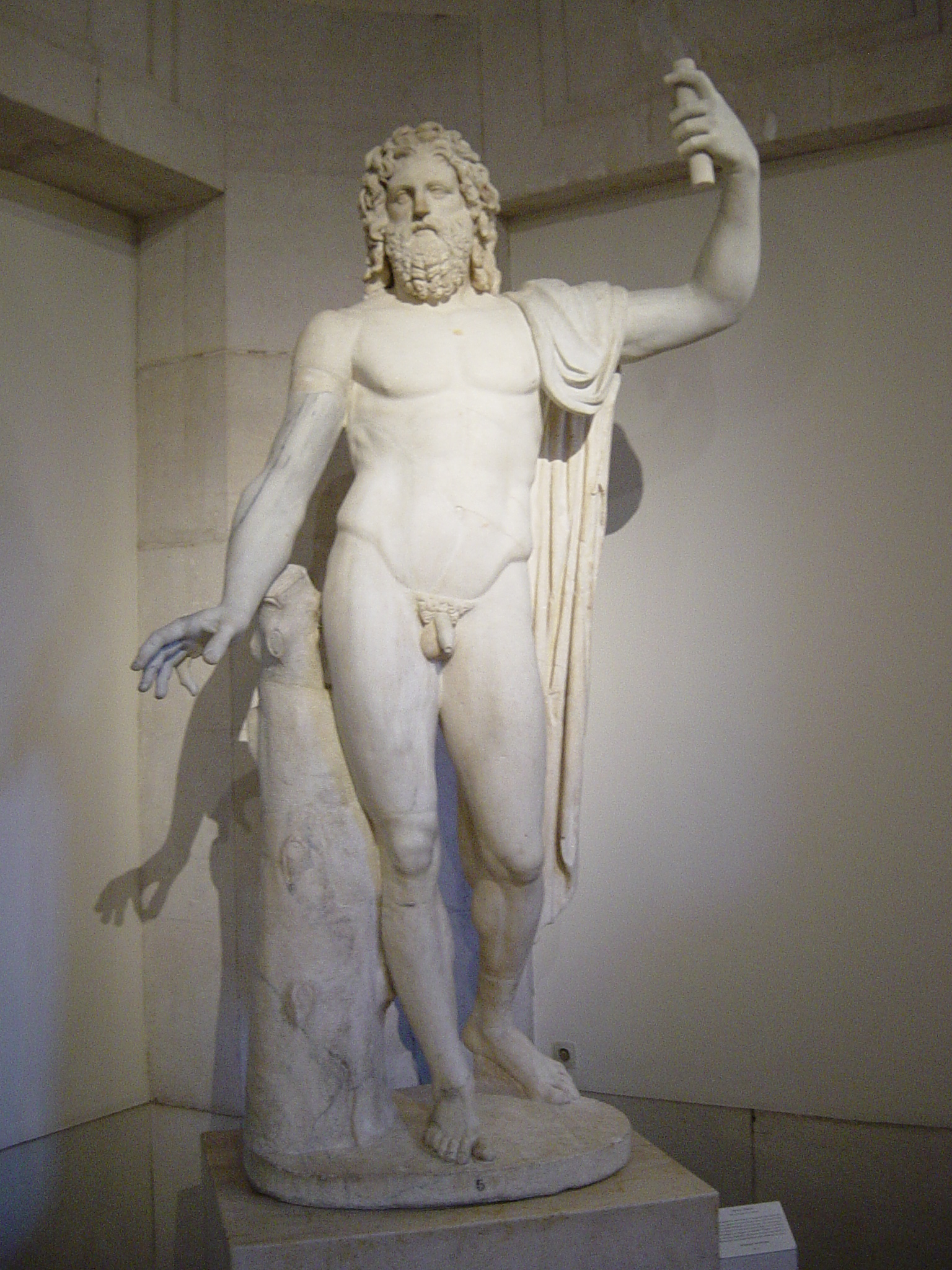
Estàtua de Júpiter.

En la mitologia romana Júpiter (Iuppiter en llatí, genitiu Iovis) és el déu suprem del cel, cap del panteó i déu del llamp. Segons els mites, Júpiter va negociar els principis de la religió romana, entre ells els sacrificis, amb Numa Pompilius, el segon rei de Roma.
La seva figura evolucionà a partir del mem de Dyeus havent estat molt influït per Zeus.
L'element més representatiu d'aquest déu és el llamp; el seu animal sagrat, l'àguila, que va esdevenir un dels símbols més comuns als exèrcits romans i el seu arbre, el roure.
Era el líder de la primera tríada capitolina, amb Mart (mitologia) i Quirí, i en la segona era el principal protector de l'Estat, amb Minerva i Juno.
El seu equivalent grec era Zeus. En la mitologia influïda pels grecs, Júpiter és germà de Neptú i Plutó, amb qui es va repartir les tres parts del món: el cel, el mar i l'inframón. De vegades també se l'associava a Diespiter, el déu itàlic del cel. El seu equivalent en mitologia etrusca és Tínia.

## Els símbols de Júpiter

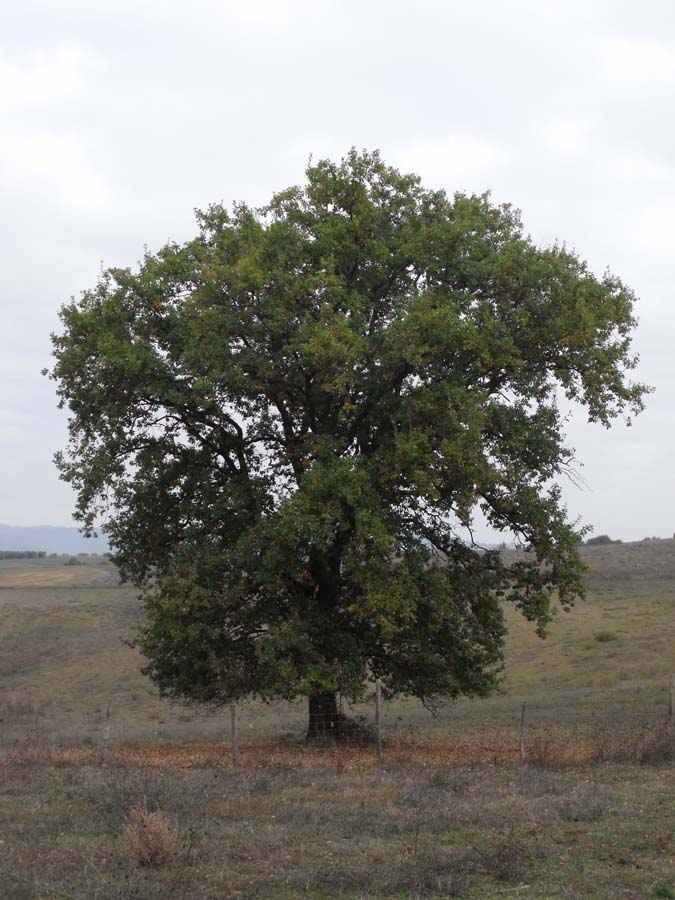
el roure
el llampec
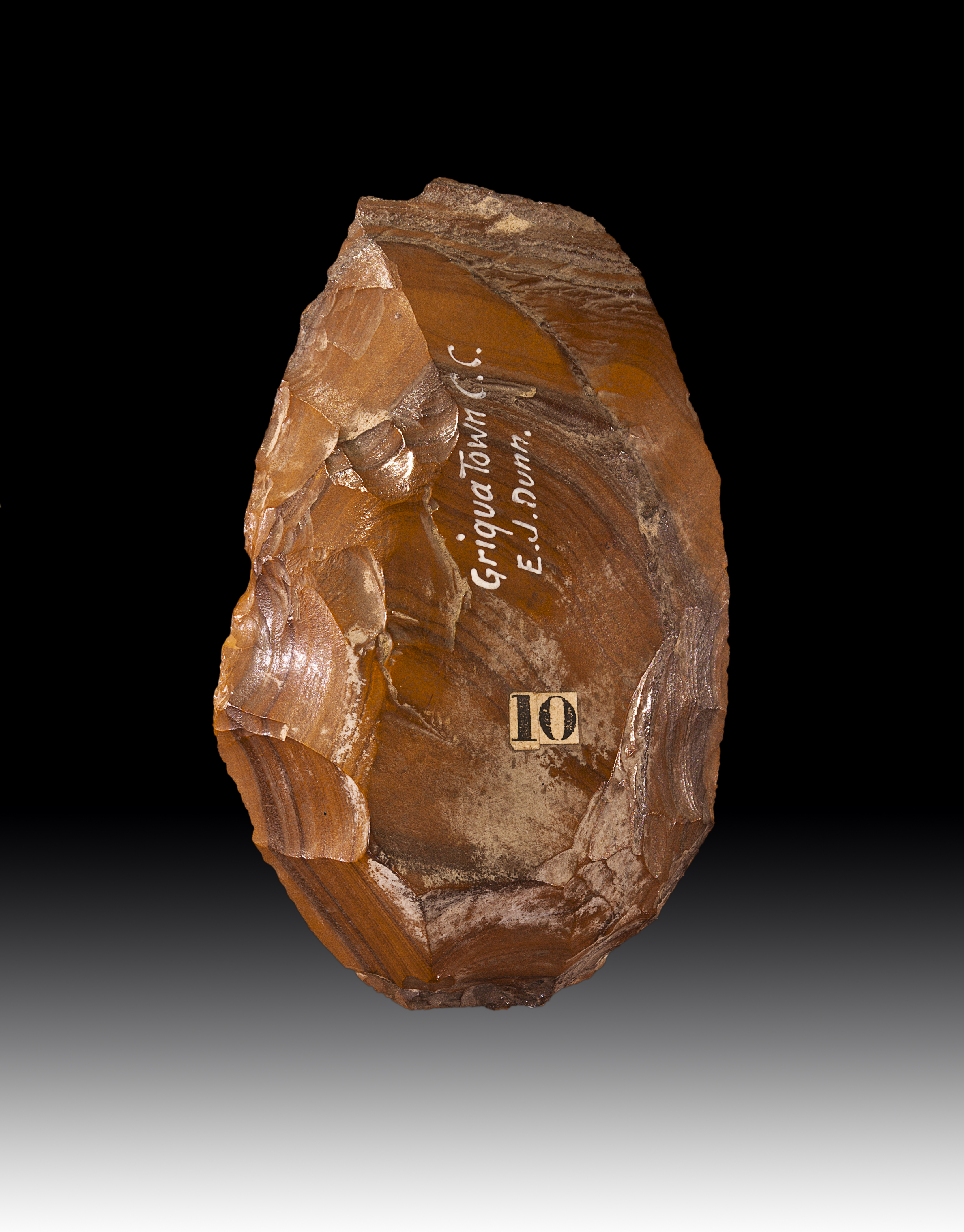
sílex

Quan es veia una àliga volant prop dels humans, s'interpretava com que Júpiter s'estava comunicant amb ells o bé que els donava suport. Els soldats se sentien més segurs portant aquest símbol amb ells, era com assegurar-se del suport del déu, i així, l'àguila va passar de ser un símbol de Júpiter a ser un símbol de la legió. El roure era l'arbre que millor simbolitzava aquest déu per la seva fortalesa i resistència. El llampec per ser una força de procedència celeste. Els romans creien que en l'interior de la pedra de sílex estava emmagatzemada la força del llamp, perquè aquest mineral té la propietat de fer saltar espurnes quan se'l fa xocar i, així, es va acabar identificant amb Júpiter i tenint un lloc especial al seu temple.

## Mites i llegendes

### Naixement
En una estàtua trobada a Palestrina apareixien Júpiter i Juno sent alletats per Fortuna Primigenia i en una inscripció trobada a la mateixa ciutat diu que Fortuna era la filla primogènita de Júpiter. Jacqueline Champeaux interpreta aquesta contradicció com el resultat de diferents fases religioses relacionades amb les diferents etapes de la història de Roma lligades a cultures d'altres pobles, entre les quals una onada d'influència hel·lenista va convertir Fortuna en filla de Júpiter. La infantesa de Zeus és un tema important en la literatura grega, però hi ha molt poques i dubtoses descripcions de la de Júpiter.

### Numa
Per tal de fer front a un període de males collites a causa del mal temps, el rei Numa va pensar que només Júpiter, rei dels cels, els podia ajudar. Per a fer-lo baixar a la terra va empresonar un pare i un fill que eren semideus: Picus, rei del Laci i fill de Saturn, i Faune, acusats d'embriaguesa. Aquests, van invocar Júpiter i el déu es va presentar al turó de l'Aventí (que segons Ovidi es deia llavors Iuppiter Elicius). El déu va demanar sacrificis humans a canvi del seu ajut, però Numa va negociar fins a canviar els sacrificis per unes ofrenes: una ceba, cabells i un peix. L'endemà Júpiter va fer caure uns llampecs des del cel i també un escut, al qual van dir ancile perquè no tenia angles. El rei Numa va manar al ferrer Mamurius Veturius que en fes còpies de l'escut.Plutarc dona una versió una mica diferent dient que la raó per la qual es va convocar Júpiter va ser una plaga a la collita.

### Tullus Hostilius
El rei Tul·li Hostili era de temperament guerrer i sovint oblidava complir amb els rituals religiosos. Després de l'enfrontament dels Horacis i els Curiacis el rei Tul·li va destruir Alba Longa i es disposava a deportar els seus habitants cap a Roma, quan una misteriós allau de pedres va baixar rodolant de la muntanya al mateix temps que sentia una veu cridant els albans perquè fessin els ritus a Júpiter que acostumaven a fer dalt d'aquella muntanya. Poc després una epidèmia va castigar els romans, emmalaltint també el rei Tul·li, el qual a partir de llavors es va tornar més pietós. Va buscar el llibre del rei Numa on estava descrit el ritual per a convocar Júpiter, però tan aviat com el va posar en pràctica, un llampec va caure a casa seva i el va matar.

### Tarquini el vell
Tarquini Prisc, natural d'Etrúria va ser un dia protagonista d'un fet estrany: Un àliga se li va aproximar, li va prendre el barret que duia al cap i es va posar a volar en cercles damunt d'ell. La seva dona va interpretar que Júpiter volia que fos rei de Roma. Quan Tarquini va esdevenir rei, va fer construir un temple a Júpiter al capitolí, formant així la tríada.

## Relació amb l'estat

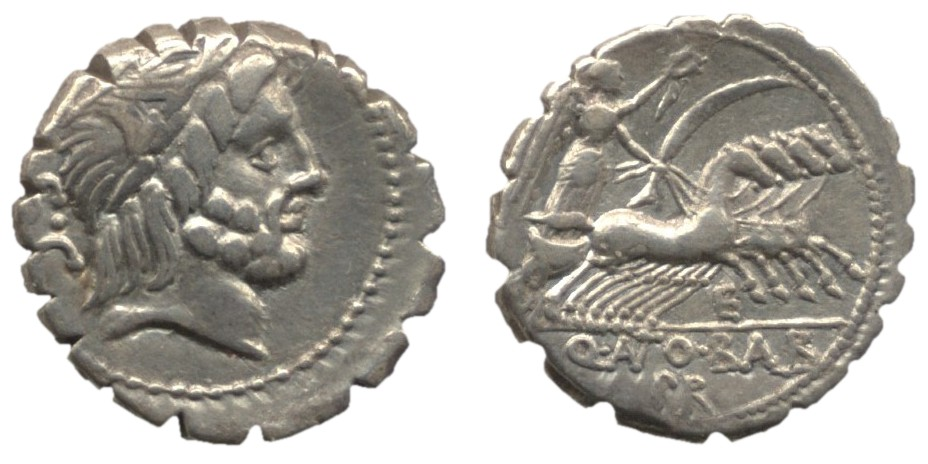
Denari amb el cap de Júpiter per un cantó i la quadriga de la Victòria per l'altre(c. 82-83 aC)

Júpiter personificava l'autoritat divina dels alts càrrecs de govern. Les delegacions que representaven governs exteriors eren rebudes al Temple de Júpiter Capitolí.Els cònsols juraven el seu càrrec en nom de Júpiter i l'honoraven en la seva festa al setembre donant-li gràcies per la seva ajuda amb el sacrifici d'un bou blanc.Un homenatge semblant li feien els generals que havien triomfat i oferien els símbols de les seves victòries als peus de l'estàtua de Júpiter al turó Capitoli. L'associació amb el poder venia des dels temps de la monarquia, tant era així que al segle v aC, en temps de la República el magistrat Camil va ser enviat a l'exili per haver-se passejat amb una quadriga de cavalls blancs (honor reservat a Júpiter), fet que es va interpretar com una temptativa d'esdevenir rei. El mateix van sospitar de Marc Manli per haver resistit el setge gal, tancant-se al temple de Júpiter i com a càstig el van llençar per la roca Tarpeia. Durant el conflicte entre patricis i plebeus iniciat l'any 494 aC, els plebeus reclamaven poder ser escollits sacerdots igual que els patricis. Fins i tot van sortir de la ciutat amenaçant de marxar i fundar una nova ciutat, però quan els van convèncer de tornar, els patricis van fer un jurament davant el temple de Júpiter com a símbol d'unió política i bona voluntat.

## Culte

### Els sacerdots
El principal sacerdot encarregat de dirigir els rituals per al culte de Júpiter es deia Flamen dialis, només comparable en importància amb el Rex sacrorum i l'únic sacerdot que tenia seient al senat.
Uns altres sacerdots relacionats amb aquest déu eren els àugurs, els quals eren considerats els únics intèrprets oficials de la voluntat de Júpiter. Un altre grup de servidors del déu eren els fecials, que aportaven el beneplàcit diví als acords d'estat fins i tot les declaracions de guerra. Els fecials, a més, feien sacrificis al temple de Iuppiter Feretrius fent servir una pedra de sílex i l'herba sagrada (sagmina).

### Ofrenes
Generalment se li oferia el sacrifici d'un bou castrat, un corder o un boc castrat, segons l'ocasió i tots ells havien de ser de pelatge blanc. En alguns casos es podien fer excepcions, per exemple en una ocasió durant la Segona Guerra Púnica se li van oferir tots els animals domèstics nascuts aquell any.

## Temples

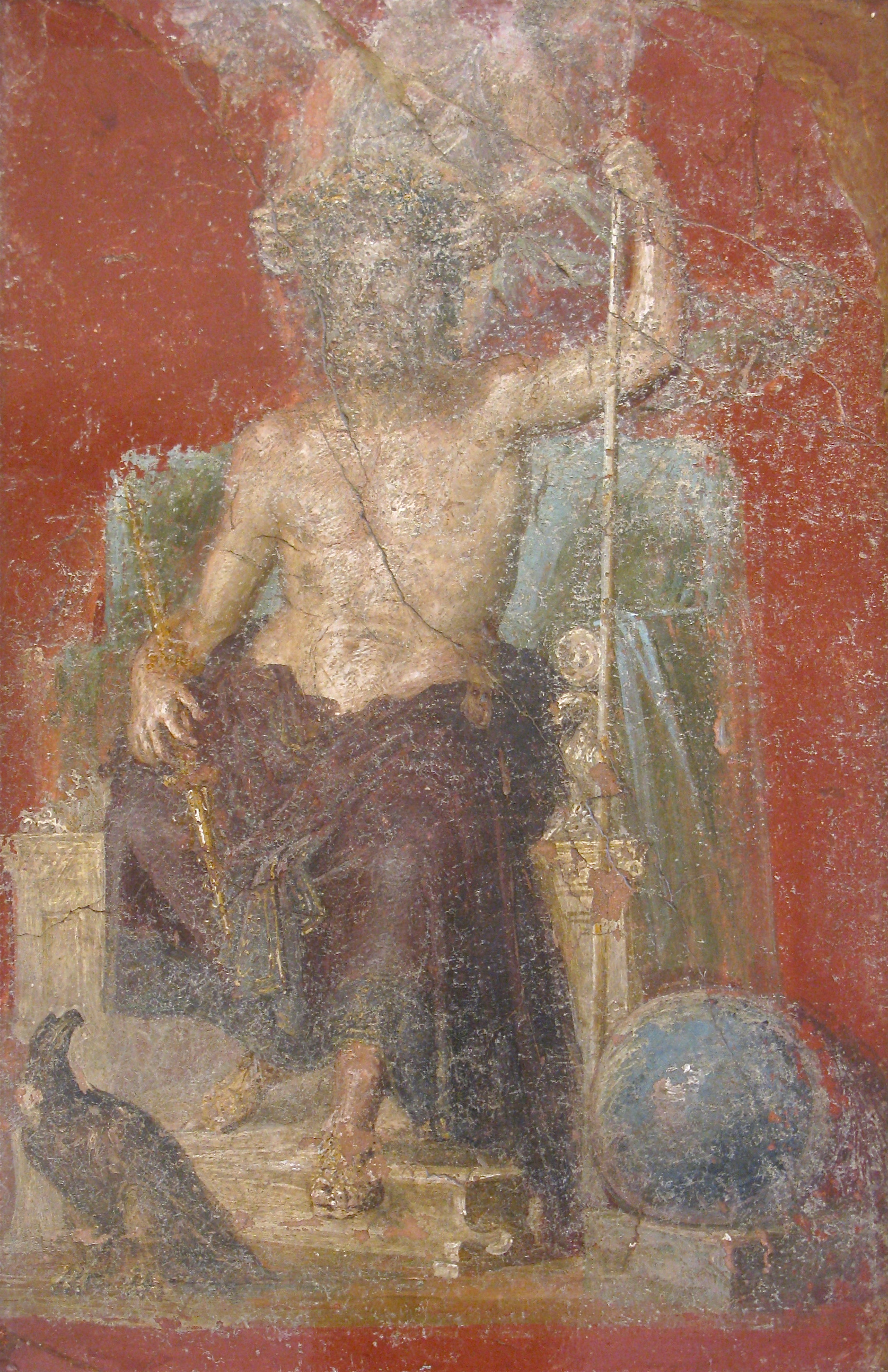
Júpiter en una pintura mural de Pompeia

El temple més antic i més gran era el de Temple de Júpiter Capitolí del s.VI aC, però no era l'únic temple a Roma. Hi havia un altre a la Via Nova a l'entrada del palatí, manat construir el 294 aC per Marcus Atilius Regulus en agraïment pel final de la tercera guerra samnita. Es creu que hi va haver, amb anterioritat i al mateix lloc, un santuari dedicat a Iuppiter Stator, al qual s'hi retia culte el 27 de juny.
Un altre temple de Júpiter li va ser dedicat el 146 aC pel magistrat Quint Fabi Màxim Gurges durant la tercera guerra contra els samnites. No es coneix amb certesa el seu emplaçament, però podria ser al Quirinal, doncs allà s'hi ha trobat una inscripció que diu: «[D]iovei Victore» o potser al Palatí segons una ressenya al Liber Regionum (regio X), que diu:«aedes Iovis Victoris». El dia del seu culte podria haver estat el 13 d'abril o el 13 de juny (dies de Iuppiter Victor i de Iuppiter Invictus, respectivament). Inscripcions provinents de l'època imperial han revelat l'existència d'un altre temple dedicat a Iuppiter Propugnator al Palatí.

## Celebracions
- La Feriae Latinae , o Latiar, procedent de celebracions en les antigues ciutats del Laci existents amb anterioritat a la creació de Roma.[32] En certa manera era com celebrar l'hegemonia de Roma sobre les altres tribus veïnes. El seu culte va romandre sense canvis: el vi estava exclòs,[33] s'oferia llet i formatge, i es feia un joc de balanceig. Aquest joc era una representació de l'ascensió al cel, es feia en un gronxador penjat d'un arbre i el guanyador era el qui arribava més amunt durant el balanceig. Es deia que aquest joc l'havien instituït els habitants d'Alba Longa per commemorar la mort del seu rei Latinus, durant la batalla contra Mezentius rei de Caere. El ritual simbolitzava la recerca del rei per cel i terra, amb un possible retorn a la infantesa (ofrena de llet).[34] Després se sacrificava un bou i cadascun dels presents es menjava un tall, ritual conegut amb el nom de carnem petere.[35] De vegades també es feia una cursa de quadrigues que sortia des del capitoli, el guanyador bevia un licor fet amb absenta[36] Aquesta competició ha estat comparada amb el ritual vèdic del vajapeya.[37] Les celebracions s'allargaven durant quatre, o potser sis dies segons Niebuhr, un per cadascuna de les sis decuriae;[38][39][40] Segons alguns escrits participaven 47 o 53 barriades.[41] La data de la seva celebració variava cada any, els cònsols i els magistrats de més rang havien de presidir-los i els feien coincidir amb el començament de l'any administratiu, això podia ser al març o a començaments d'abril.

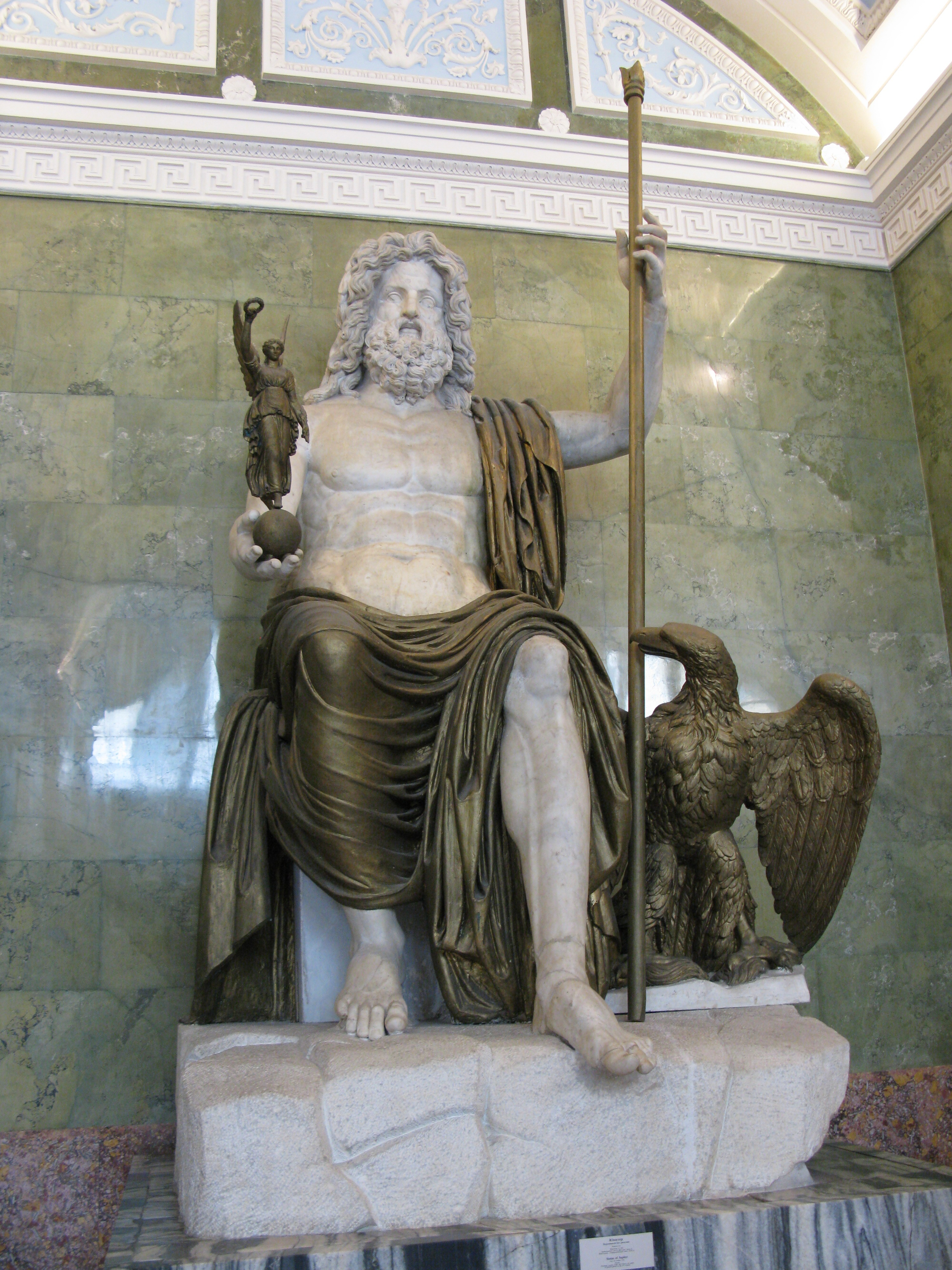
Escultura, museu de l'hermitage

- Idus. El dia quinze de cada mes estava dedicat a Júpiter perquè aquest dia hi havia llum de nit i de dia, perquè el Calendari romà era de base lunar.[42][43] Se li sacrificava un anyell. Hi havia dos idus de celebració més sumptuosa anomenats Epulum Jovis, a meitat setembre i a meitat novembre.[42][44][45]
- Nundinae, era cada cinquè dia del calendari i coincidia amb el dia del mercat, fet que donava l'oportunitat als forasters i pagesos que es trobaven a la ciutat amb motiu del mercat, a ser informats sobre els edictes religiosos i polítics. Des dels temps del rei Servi Tul·li.[46] Però segons Tuditanus aquesta festa va ser instituïda per Ròmul i Titus Taci[47] el Flamen dialis santificava el dia sacrificant una cabra en honor de Júpiter.[48][49][50]
- Vinalia. Les celebracions relacionades amb la viticultura es dedicaven a Júpiter per la dependència d'aquest conreu de les condicions metereològiques i ser aquest el déu del cel.[51]Hi havia una Vinalia el 19 d'agost per demanar al déu l'absència de tempestes que fessin malbé el raïm encara per collir[42][52] i una altra després d'acabada la verema, dia en què se sacrificava un anyell.[53]
- Meditrinalia. L'onze d'octubre se celebrava aquesta festa que marcava la fi definitiva de la verema. El 23 d'abril s'oferia a Júpiter la primera fermentació del vi[54][55]
- Regifugium i Poplifugium. Celebració del final de la monarquia,[56][54][57] el qual coincidia amb la commemoració de la fugida dels romans davant l'atac dels gals (Batalla de l'Àl·lia).[58]
- Ludi. N'hi havia dos ludi o diada dels jocs cada any. Els Ludi Magni se celebraven al setembre al Circ Màxim, després d'una processó baixant del capitoli.[59] Els Ludi Plebei tenien lloc al novembre dins el Circ Flamini. Ciceró en parla de la seva relació amb Júpiter.[60]
- Larentalia. El 23 de desembre es feia una festa en record d'Acca Laurèntia. L'historiador Macrobi, la cita en la llista de festes en honor de Júpiter,[61] però no està clara la connexió. Autors posteriors com Wissowa opinen que podria tractar-se d'una ofrena a Júpiter que devia coincidir casualment amb la Laurentàlia.[54][62]

## Noms i epítets
La paraula llatina Iuppiter es va originar a partir d'una expressió vocativa: Iou pater ("Oh, pare"). Estudis lingüístics relacionen aquesta expressió llatina amb el vocatiu d'origen indoeuropeu Dyēu-pəter, que voldria dir "Oh, pare, déu del cel". El nom del dijous deriva del nom d'aquest déu, dies Iove. Hi ha un planeta del sistema solar que porta el seu nom. L'adjectiu "jovial" també deriva de Júpiter, per la creença segons l'astrologia que els nascuts sota la influència del planeta Júpiter tenen un temperament alegre.
En l'antiguitat la menció del déu Júpiter solia anar acompanyada d'un epítet. Alguns servien per a expressar funcionalitat:
- Iove Aegiochus, Júpiter el qui sosté la cabra Aegis.[64]
- Jupiter Caelus, o Caelestis, déu del cel.
- Jupiter Elicius, el qui parla amb presagis o encanteris.
- Jupiter Feretrius, el qui porta la direcció de la batalla. Es feia servir aquest epítet per a fer juraments solemnes.[65] Probablement la paraula ve del verb ferire,(copejar) per la pedra de sílex que es feia servir en els juraments, la qual era custodiada al temple de Júpiter Capitolí.[66] Però segons altres, derivaria del marc emprat per portar la spolia opima anomenada ferretum (del verb fero=fer).[67]
- Jupiter Centumpeda, el dels cent peus, perquè atorga estabilitat.
- Jupiter Fulgur, el resplendent.
- Jupiter Lucetius, el de la llum, relacionat amb el llampec no amb la llum diürna
- Jovian, dels versos dels Carmen Saliare.[68]
- Jupiter Optimus Maximus, el millor i el més gran. Optimus, pels beneficis que atorga i Maximus per la seva força.[69]
- Jupiter Pluvius, enviador de pluja.
- Jupiter Ruminus, alimentador, segons sant Agustí.[70]
- Jupiter Stator, el qui té poder per instituir.[70]
- Jupiter Summanus, del tro nocturn.
- Jupiter Terminalus o Iuppiter Terminus, patró de les fronteres.
- Jupiter Tigillus,"raig que uneix l'univers."[71]
- Jupiter Tonans, "dels trons"
- Jupiter Victor, "que té el poder per conquerir."[71]

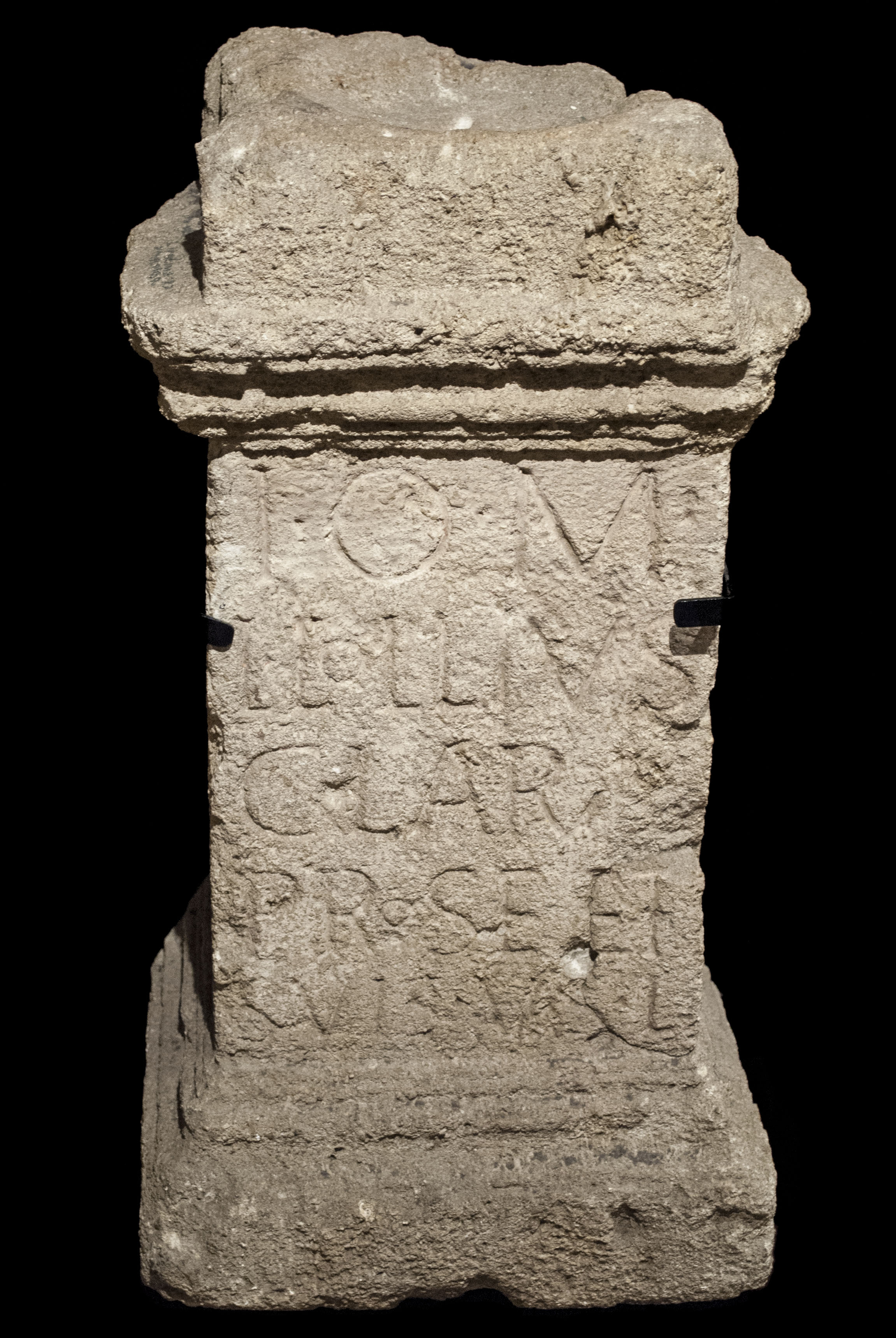
Altar per al culte de Júpiter, s.II-III, per a ús dels legionaris que vigilaven la frontera. Inscripció: "Ofrena de L. Lollius Clarus per a ell i la seva família"

Altres epítets expressaven localització:
- Jupiter Ammon, equiparat a la deïtat egípcia.
- Jupiter Brixianus, de Brescia.
- Jupiter Capitolinus, pel nom del turó romà.
- Jupiter Dolichenus, de Doliche(Síria),equiparat amb el déu Baal. Molt popular entre els legionaris des dels temps de l'emperador Vespasià, representat sobre un bou amb un llamp a la mà esquerra i una destral a la dreta.
- Jupiter Indiges, títol donat per Enees per a distingir els antics habitants dels forasters.[72]
- Jupiter Ladicus, equiparat a la deessa celtibèrica, esperit de la muntanya Ladicus a Gallaecia(Galícia),[73] conservat en el topònim Codos de Ladoco.
- Jupiter Laterius o Latiaris, el déu del Laci.
- Jupiter Parthinus o Partinus, terme emprat a la frontera del nord-est de Dalmatia i alta Moesia, potser associat amb la tribu local dels Partheni.
- Jupiter Poeninus, relacionat amb el santuari que tenia als Alps, prop de l'actual Pas de Sant Bernat.
- Jupiter Solutorius, relacionat amb el déu ibèric Eacus.
- Jupiter Taranis, equiparat al déu celta Taranis.
- Jupiter Uxellinus, déu de les altes muntanyes.

Durant anys alguns historiadors van fer servir Júpiter i Zeus indistintament, però la tendència actual és a emprar la paraula Zeus per a referir-se només a la cultura grega.

## Relació amb altres déus

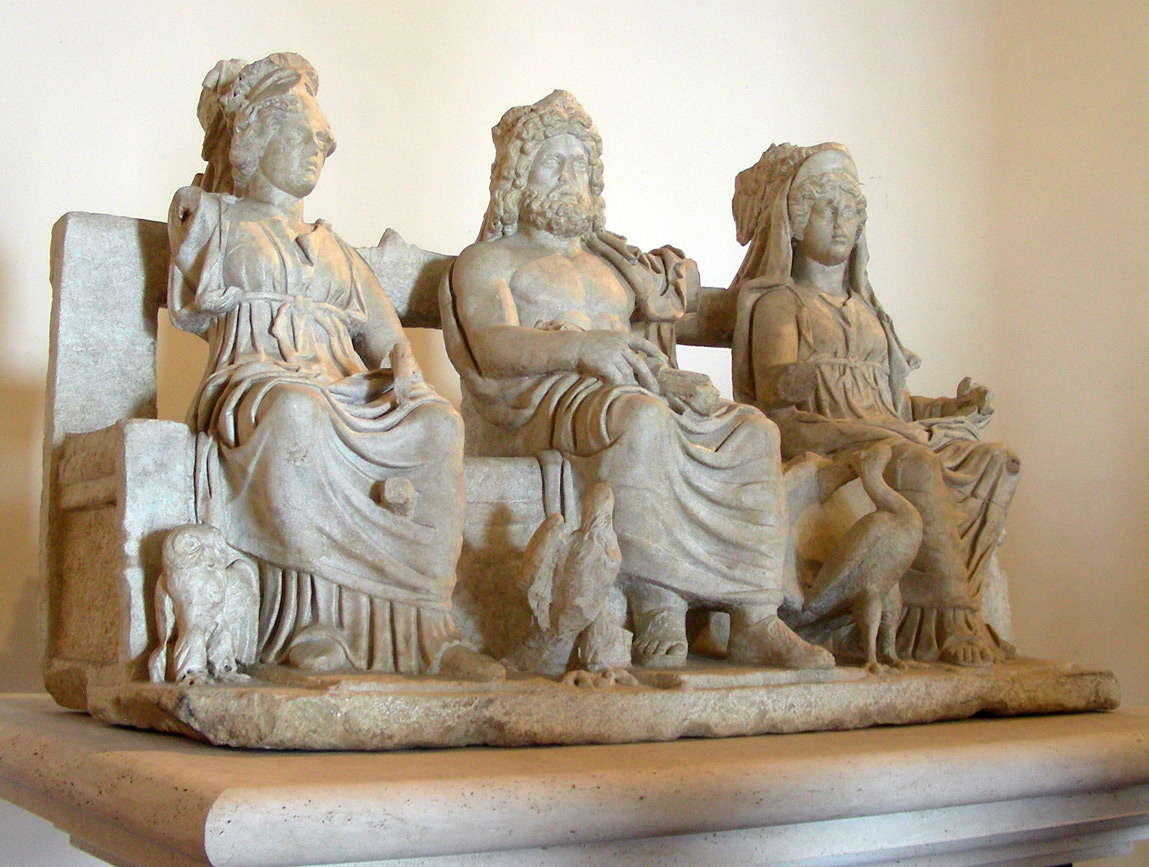
La tríada capitolina: Júpiter, Juno i Minerva, escultura provinent d'una vil·la a Guidonia (160-180 d.C.)

### La tríada
El concepte de tríada teològica va ser suggerit per Georg Wissowa, però va ser més desenvolupat per Georges Dumézil. Aquesta teoria es basa en la idea que les societats antigues estaven formades per tres classes: sacerdots, guerrers i treballadors; per tant calia que hi hagués tres déus que es fessin càrrec de vigilar per les diferents necessitats d'aquests grups socials. Però els tres àmbits estan molt interrelacionats i de vegades se solapen, és per això que dins la tríada, hi ha un déu que és més poderós i que fa el paper de rei-déu suprem. En el cas de la religió romana, la tríada estava formada per: Juno, Minerva i Júpiter.

### Júpiter i Minerva
En una estàtua de fusta anomenada Palladium, d'origen grec, apareixien junts Minerva i Júpiter, estava guardada al temple de Vesta, es creu que va ser portada a Roma entre els segles iii i II aC i era una de les penyores portades des de l'estranger més preuades pels romans.

### Juno i Fortuna
L'associació entre Júpiter i Juno és molt antiga, a partir d'una estàtua en què apareixen com dos germans mamant de Fortuna. El 1882 R. Mowat va publicar una inscripció que deia que Fortuna éra la filla de Júpiter.

### Janus
La relació entre Júpiter i Janus no és fàcil d'entendre. Segons Varró, Júpiter era el déu que tenia potestas (el poder) sobre les forces responsables de qualsevol succés a l'univers; mentre que Janus tenia el privilegi de ser invocat primer en els ritus, perquè el seu poder consistia a ser el principi de totes les coses, segons sembla també era el principi de Júpiter.

### Saturn
Els llatins consideraven Saturn un predecessor de Júpiter. Saturn havia estat el déu governant del Laci durant l'edat d'or i encara tenia la primacia en assumptes de moneda i agricultura.

### Fides
Fides era la personificació del déu abstracte de la confiança i estava molt lligat a Júpiter, perquè tenia un santuari al costat del temple capitolí.

### Dius Fidius
De vegades Dius Fidius és considerat un sobrenom de Júpiter i de vegades és considerat una entitat separada, també coneguda amb el nom de Semo Sancus Dius Fidius. Wissowa creu que la diferència rau en el fet que Júpiter és el déu de la Fides Publica Populi Romani amb el nom de Iuppiter Lapis, expressió emprada per a fer juraments, mentre que el Dius Fidius és una deïtat establerta per a l'ús de cada dia i portava en si la bona fe que calia posar en les activitats quotidianes. Dius Fidius també té correspondència amb Zeus Pistios. Alguns autors l'han relacionat amb Hèrcules(mitologia grega) o amb Trita Apya (mitologia vèdica). Wissowa va suggerir que Semo Sancus podria ser el genius de Júpiter, tot i que el concepte de genius com a deïtat seria procedent del període republicà.

### Genius
Sant Agustí citava a Varró per explicar que tot ésser viu posseïa un genius, que era un déu encarregat de generar el que fos i a més era l'esperit racional de tot, per tant, arribava a la conclusió que Júpiter havia de ser considerat com el genius de l'univers. Wissowa interpreta la relació dient que Júpiter posseïa el seu propi geniusSegons la tradició etrusca hi havia un Genius Iovialis que estava en ordre d'importància després de Fortuna i Ceres, però abans que Pales.

### Summanus
El déu de la nit ha estat interpretat com una manifestació de Júpiter. Dins el temple de Júpiter Capitolí hi havia una estàtua de Summanus. Dumézil creu que Summanus podria ser la part complementària de Dius Fidius, cosa que dedueix a partir d'algunes inscripcions trobades. i per l'estudi etimològic de la paraula Summanus(sub+mane=abans del matí).

### Liber
Costa de saber quina mena de relació hi havia entre Liber i Júpiter a causa de l'escassa documentació al respecte. Existia un temple a l'aventí anomenat Iuppiter Liber i Wissowa creu que amb el temps la gent en deia simplement Liber i d'aquí en derivaria aquesta deïtat. Cazanove, però, considera difícil de creure aquesta hipòtesi doncs als calendaris més antics ja constava la celebració de la Liberalia. Altres opinen que no va existir un Líber com a deïtat en si mateixa sinó que seria un epítet de Júpiter relacionat amb la sensació d'alliberament que dona el consum del vi, perquè la Liberalia era una festa del vi. Una altra interpretació lligaria el fet que durant la festa de la Liberalia era quan es canviava la vestimenta infantil per la toga virilis, també coneguda com a libera, vestimenta masculina d'adult.

### Veiove
Es creu que Veiove era una versió de Júpiter dins l'inframón amb la característica principal de ser un antagonista a l'amor.Veiove tenia dos petits temples a Roma, un al capitoli, al costat del refugi (asylum) i l'altre a l'illa del Tíber a prop del temple de Iuppiter Iurarius, que més endavant va ser conegut com a temple d' Aesculapius. Segons A. Pasqualini, Veiovis podria estar relacionat amb el Iuppiter Latiaris i ser la figura original que va ser portada del molt Alba.

### Victòria

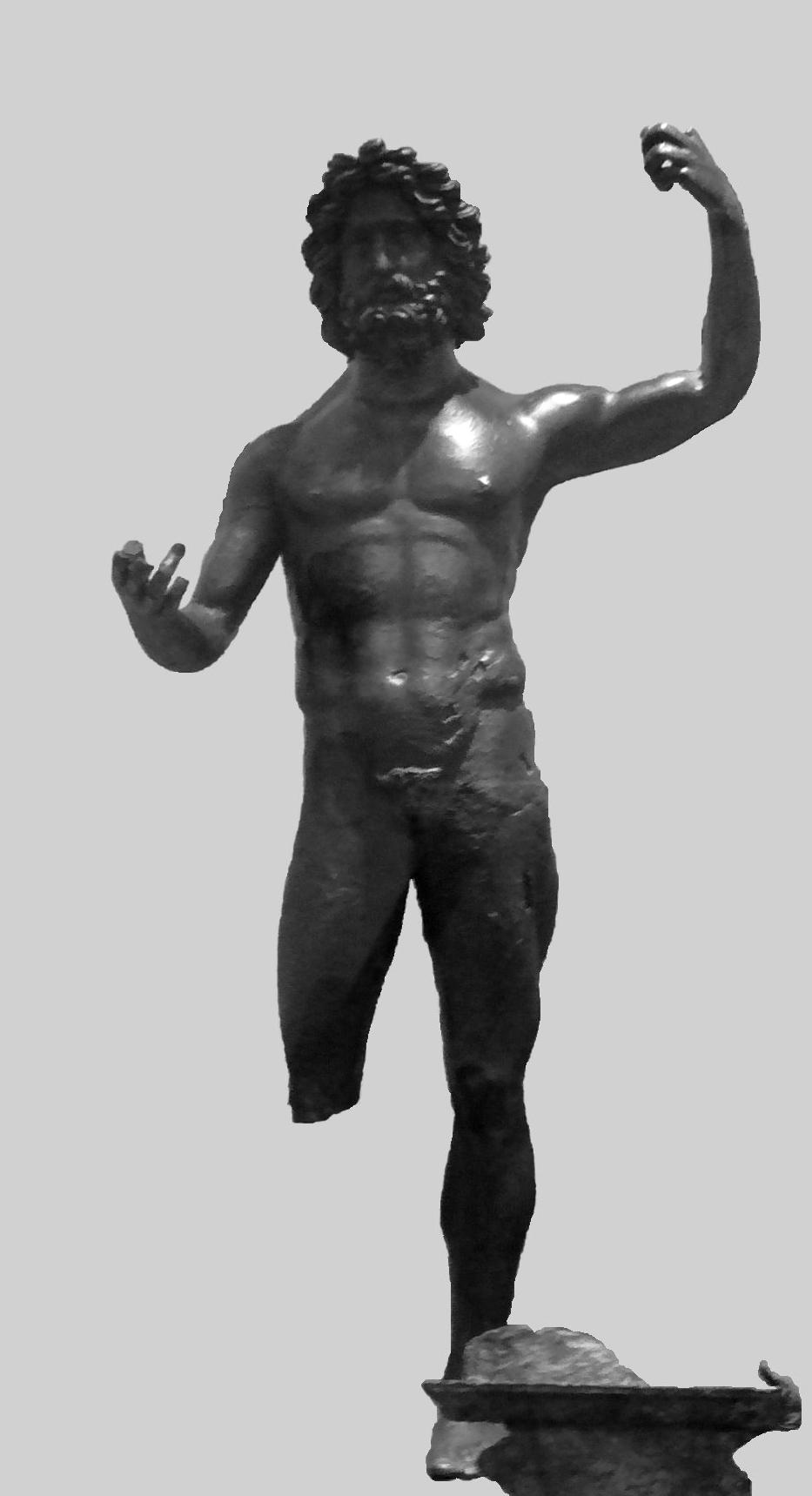
Estàtua de bronze representant a Júpiter, trobada a Trèveris

La Victòria apareixia en les monedes amb la imatge de Júpiter, perquè ella guiava la seva quadriga en la batalla i ell tenia el poder de decidir qui guanyava. Hieró I de Siracusa va regalar a Roma una estàtua de Victòria la qual es va guardar dins el temple de Júpiter.

### Terminus
Segons la llegenda Terminus i Juventas eren dos déus que habitaven el turó del capitoli, quan es va construir el temple de Júpiter es van negar a abandonar el lloc i els romans van haver de fer-los un lloc dins el temple (sacellum). Llur tossuderia es va considerar com un bon presagi, ells serien garantia de joventut, estabilitat i seguretat. D'aquí ve que Júpiter es considerés el déu de les fronteres, perquè Terminus l'acompanyava fent que les muralles fossin un lloc segur.

### Iuventas
A més de la relació amb Júpiter per la llegenda explicada en Terminus, Iuventas, que té la mateixa arrel que la deessa Juno, comparteix amb Júpiter la funció protectora, Iuventas dels joves i Júpiter de tota la població.

### Penates
Els romans consideraven els Penates com els déus als que devien la seva existència.
Wisowa explica que Penates és un adjectiu derivat del nom penu, amb el significat de "la part més interna, la més amagada", però Dumézil rebutja aquesta explicació.
Segons el concepte etrusc els Penates incloïen diverses divinitats: Fortuna, Ceres, Genius Iovialis, Pales, Jupiter i Neptú.